# Hotel Pekin
Hotel Pekin (ros. Гостиница Пекин wymawia się: [gostinica piekin]) – hotel w Moskwie. Ulokowany przy obwodnicy centrum miasta, Sadowej, w pobliżu skrzyżowania z ulicą Twerską.
Budowę hotelu rozpoczęto w 1949, na podstawie projektu Dmitrija Czeczulina (z 1946), ówczesnego głównego architekta Moskwy. Oficjalnego otwarcia dokonano w 1956. Budynek jest w stylu architektonicznego socrealizmu. Jest wpisany na listę Zabytków Kultury Rosyjskiej.
W czasach radzieckich hotel uznawany był za niezwykle luksusowy. Przywilej zamieszkania w jego wnętrzach mieli jedynie najważniejsi goście sowieckich dygnitarzy i dyrektorzy radzieckich fabryk z obwodu moskiewskiego, które dostarczyli do budowy i wykańczania wnętrz hotelu niezbędnych, powszechnie brakujących materiałów. Dzięki nim hotel został wyposażony w aluminiowe ramy okienne, żeliwną bramę wejściową, system telewizyjny i telefoniczny, zamki w drzwiach. Zwykli obywatele Związku Radzieckiego nie mieli możliwości przekroczenia progu hotelu. Po rozpadzie ZSRR, hotel podupadł. W 2003 przeszedł gruntowny remont, który przywrócił mu dawny splendor.
Hotel posiada 120 pokoi o zróżnicowanym standardzie. Wyposażony jest m.in. w dwie restauracje, sale bankietowe, kawiarnie, kasyno, centrum biznesowe z trzema salami konferencyjnymi i salon odnowy biologicznej. "Pekin" jest własnością spółki Inturist, której głównym akcjonariuszem jest holding Sistema.
W bezpośrednim sąsiedztwie znajdują się dwie stacje moskiewskiego metra, moskiewska filharmonia im. Piotra Czajkowskiego, Teatr Satyry, oraz jedno z najstarszych moskiewskich kin "Dom Chanżonkowa". W pobliżu jest też Dworzec Białoruski, muzeum sztuki nowoczesnej a także Plac Czerwony. Przed hotelem znajduje się pomnik Władimira Majakowskiego.